# Calamaria yunnanensis
Calamaria yunnanensis är en ormart som beskrevs av Chernov 1962. Calamaria yunnanensis ingår i släktet Calamaria och familjen snokar. IUCN kategoriserar arten globalt som starkt hotad. Inga underarter finns listade.
Arten förekommer i provinsen Yunnan i Kina och kanske fram till Laos. Honor lägger ägg.